# 第一次的親密接觸
《第一次的親密接觸》（英語：Flyin' Dance）為蔡智恆（痞子蔡）所著的連載小說，是臺灣最早受到矚目的網路小說之一，后被拍摄成同名电影和电视剧。

## 沿革

### 發表
該小說是由署名痞子蔡的網路作家，於1998年3月22日凌晨在臺南成功大學的電子佈告欄「成大資訊所」與「貓咪樂園」開始發表，後來在兩個多月内陸續發表全文共計34回及後記乙篇，是臺灣最早受到瞩目的網絡小說之一。

### 出版
小说後來集結成書付梓（1998年9月，紅色文化出版，ISBN 9577086705），成為熱門話題，躍升書店銷售排行榜前幾名。而後來也被改編為漫畫。亦改編為電影，由陈小春、马千珊所主演，於2000年上映，劇情更動甚多，票房並不佳。

### 後續影響
小说披露后，在中国也引起极大轰动，一时间成为大学校园的热门话题。许多大学生纷纷模仿小说中的对白创造出各种不同版本的幽默对话。这部小说与当时周星驰主演的《大话西游》电影一起成为中国校园文化的关键词之一。1999年12月发行《第一次的亲密接触》简体字版，发行量超过40万本（據2001年統計），而各种盗版书超过80餘种。

### 舞台劇
2012年被臺灣戲劇表演家劇團改編為舞台劇，由李宗熹編導，房思瑜、梁正群、李沛旭、楊淇領銜主演。

## 劇情
作者蔡智恆以筆名化身為故事主角，劇情則虛構於真實之上，場景地點為台南市、成功大學及台北榮民總醫院。
小說描述1997年9月時，男主角「痞子蔡」在BBS上邂逅就讀同校的女主角「輕舞飛揚」的經過，兩人經過近三個月的網路聊天後，於1997年12月30日在台南市大學路麥當勞相約見面，兩人一見鍾情，並於翌日同赴位於台南市友愛街的南台戲院（現「南台電影城」）欣賞電影《鐵達尼號》，及參加於成功大學校園舉行的跨年夜活動。但同一時間輕舞飛揚卻因紅斑性狼瘡宿疾復發，不得不於元旦返回台北，住進台北榮民總醫院接受治療，後因病情加劇同月17日過世。

## 人物
- 痞子蔡：男主角，依作者蔡智恆自己的背景打造，當時就讀成功大學水利系博士班，自稱身材矮小且無異性緣。
- 輕舞飛揚：女主角，1976年3月15日生，原籍臺北縣永和市，個性聰明慧黠，當時就讀成功大學外文系四年級，患有紅斑性狼瘡。
- 阿泰：痞子蔡水利系多年同學及室友，生性風流，女友眾多，經常指點痞子蔡如何與異性交往。
- 小雯：輕舞飛揚的室友及同學，外表豐滿美艷，於輕舞飛揚與痞子蔡交往時給予意見，並於輕舞飛揚不幸去世後將其遺物寄給痞子蔡。

蔡智恆事後公開表示：上述四人物除他本人外，其他三人均為虛構。

## 電影版
- 導演：金國釗
- 監製：蔡松林
- 演員：陳小春、舒淇、張震、孫偉、馬千珊、吳競
- 攝影：李以須
- 副導演：陶念熊
- 道具：李偉
- 燈光：李龍禹
- 出品人：葉潛昭

## 外部連結
- 痞子蔡的創作園地（含《第一次的親密接觸》原文）
- 貓咪樂園 （页面存档备份，存于）（成大BBS站）
- 開眼電影網上《第一次的親密接觸》的資料（繁體中文）
- 香港影庫上《第一次的親密接觸》的資料（繁體中文）
- 豆瓣电影上《第一次的親密接觸》的資料 （简体中文）
- 时光网上《第一次的親密接觸》的資料（简体中文）
- 互联网电影数据库（IMDb）上《第一次的親密接觸》的资料（英文）